# Jicchak Perec (1938)
Jicchak Chajim Perec (hebrejsky: יצחק חיים פרץ, narozen 26. března 1938) je bývalý izraelský politik, který v 80. letech a na počátku 90. let zastával řadu ministerských postů v izraelské vládě. Více než 20 let byl vrchním rabínem ve městě Ra'anana.

## Biografie
Narodil se v marocké Casablance a roku 1950 podnikl aliju do Izraele. Studoval v ješivách v Pardes Chaně a v Jeruzalémě a v kolelu v Petach Tikvě, načež byl vysvěcen na rabína. Poté v letech 1962 až 1984 zastával post vrchního rabína města Ra'anana.
V roce 1984 se stal vůdcem nové sefardské strany Šas a v parlamentních volbách, které se téhož roku konaly, byl zvolen poslancem Knesetu. Strana Šas se stala součástí vlády národní jednoty a Perec byl jmenován ministrem bez portfeje. Dne 24. prosince téhož roku byl jmenován ministrem vnitra, avšak v lednu 1987 rezignoval na protest proti rozhodnutí Nejvyššího soudu, který mu nařídil uznat jako židovku ženu, která podstoupila reformní gijur (konverzi k judaismu). Ke svému rozhodnutí uvedl: „Nejvyšší soud po mne požadoval, abych uznal nežida židem.“ Následně podmiňoval svůj návrat politiky změnou zákona, který reformní konverze uznával. Dne 25. května téhož roku se do nicméně do vlády vrátil, avšak již jako ministr bez portfeje.
Po volbách v roce 1988 byl jmenován ministrem absorpce imigrantů. Dne 25. prosince 1990 opustil Šas a založil novou stranu Moria. I nadále zůstal členem vlády. Před volbami v roce 1992 se stala Moria součástí uskupení Sjednocený judaismus Tóry, za níž byl zvolen poslancem. Již tři dny po volbách však na svůj mandát rezignoval.